# Frontera entre Arabia Saudita y Omán
La frontera entre Arabia Saudita y Omán es un límite de 676 km de extensión y en sentido oeste-este-norte, formada por dos líneas casi rectilíneas, que separa el sudeste de Arabia Saudita del territorio de Omán. Al este empieza en el desierto de Rub al-Khali, donde está la triple frontera entre ambos estados con Yemen y hacia el norte al otro triple frontera entre ambos estados y los Emiratos Árabes Unidos, en las proximidades del trópico de Cáncer. Separa la desértica provincia saudí de Ash Sharqiyah de las regiones omaneses de Dhofar, Al-Wusta y Ad Dhahirah.

## Historia
La frontera entre ambas naciones fueron a lo largo de su historia, ya que Arabia Saudita alcanzó sus actuales fronteras entre 1924 y 1932, y Omán se convirtió en un país independiente del Reino Unido en 1960. En 2006 el gobierno saudí abrió el paso fronterizo de Ramlat Khaliya. En 2011 ambos estados firmaron un nuevo tratado para construir juntos un complejo fronterizo en Rub al-Khali. En 2016 se anunció que en 2017 se inauguraría una autopista de 727 kilómetros que uniría ambos estados.